# Artisan
Artisan (с англ. — «Ремесленник») — тринадцатый студийный альбом японского музыканта Тацуро Ямаситы, выпущенный 18 июня 1991 года.
Альбом включает кавер-версии песен «Groovin’» группы The Young Rascals и «New York is a Lonely Town» группы The Trade Winds. Текст песни последней Ямасита изменил так, чтобы её темой стал Токио. Первая песня пластинки, «Atom no Ko», является данью памяти мангаке Осаму Тэдзуке, умершему в 1989 году.
На 33-й церемонии Japan Record Awards Artisan победил в категориях «Лучшие поп-рок альбомы» и «Превосходные альбомы».

## Список композиций
Автор музыки и слов ко всем песням, кроме отмеченных, — Тацуро Ямасита.
| №   | Название                                                                              | Текст песни                   | Длительность |
| --- | ------------------------------------------------------------------------------------- | ----------------------------- | ------------ |
| 1.  | «Atom no Ko» (アトムの子)                                                             |                               | 4:26         |
| 2.  | «Sayonara Natsu no Hi» (さよなら夏の日)                                               |                               | 4:36         |
| 3.  | «Turner no Kikansha -Turner’s Steamroller-» (ターナーの汽罐車 -Turner’s Steamroller-) |                               | 4:34         |
| 4.  | «Kataomoi» (片想い)                                                                   |                               | 4:39         |
| 5.  | «Tokyo’s a Lonely Town»                                                               | Вини Понсия, Питер Андерс     | 2:41         |
| 6.  | «Human» (飛遊人 –Human–)                                                              |                               | 1:48         |
| 7.  | «Splendor»                                                                            |                               | 5:25         |
| 8.  | «Mighty Smile (Mahou no Hohoemi)» (Mighty Smile（魔法の微笑み）)                      | Тацуро Ямасита, Мария Такэути | 3:14         |
| 9.  | «"Queen of Hype" Blues» (黙想)                                                        |                               | 5:15         |
| 10. | «Endless Game»                                                                        |                               | 4:10         |
| 11. | «Groovin’»                                                                            | Феликс Кавальер, Эдди Бригати | 3:20         |

## Участники записи
Данные взяты из буклета к альбому.
- Тацуро Ямасита — вокал, бэк-вокал, электрогитара, акустическая гитара, пианино, электроситар, синтезатор, орган Хаммонда, колокольчики, перкуссия, ручной колокольчик
- Коки Ито — бас-гитара
- Хироюки Намба — пианино
- Масато Мацуда — пианино
- Тору Сигэми — синтезатор
- Дзюн Аояма — барабаны
- Мотоя Хамагути — перкуссия
- Син Кадзухара — труба
- Ясуо Хираути — тромбон
- Джейк Консепсион — саксофон-тенор
- Сатору Хирахара — саксофон-баритон
- Таданори Когава — тромбон
- Мария Такэути — бэк-вокал
- Кадзухито Мурата — бэк-вокал
- Масамити Суги — бэк-вокал

## Чарты и сертификация
| Чарт Oricon              | Высшая позиция |
| ------------------------ | -------------- |
| Еженедельный чарт (1991) | 1              |

| Страна | Сертификация  | Продажи |
| ------ | ------------- | ------- |
| Япония | 3× Платиновый | 710 000 |